# Viscosia langrunensis
Viscosia langrunensis är en rundmaskart som först beskrevs av De Man 1890.  Viscosia langrunensis ingår i släktet Viscosia och familjen Oncholaimidae. Arten är reproducerande i Sverige. Inga underarter finns listade i Catalogue of Life.